# Спящие (картина Курбе)
«Спящие» (фр. Le Sommeil) — эротическая картина французского художника-реалиста Гюстава Курбе, написанная в 1866 году. Также известна по названиям «Две подруги» (Les Deux Amies) и «Лень и похоть» (Paresse et Luxure). В настоящее время хранится в парижском Малом дворце.

## История
Картина «Спящие» была написана по заказу турецкого дипломата и коллекционера конца эпохи Османской империи — Халила Паши, который с 1860 года жил в Париже. Картину не разрешалось выставлять напоказ вплоть до 1988 года. Такому же запрету подвергался и ряд других произведений Гюстава Курбе — например, полотно «Происхождение мира», на котором крупным планом изображена женская вульва. Владельцем этой картины первоначально тоже был Халил Паша. Когда в 1872 году «Спящие» были выставлены в картинной галерее, они стали предметом полицейского отчёта. Одной из натурщиц этой картины была Джоанна Хиффернан, которая в то время служила моделью Джеймсу Уистлеру. Также она была возлюбленной Уистлера, но после «Спящих» их отношениям пришёл конец, а мнение Уистлера о Курбе испортилось.
Энциклопедия истории и культуры геев и лесбиянок описывает «Спящих» как знаменитое произведение в живописи. Эта картина оказала большое влияние на искусство XIX века: после публичной демонстрации «Спящих» некоторые художники того времени вдохновились изображением лесбийской пары. Повторение этой темы помогло снизить количество табу, связанных с лесбийскими отношениями.
Сегодня картина входит в коллекцию парижского Малого дворца.

## Описание
На картине изображены две спящие обнажённые женщины, по-видимому, лесбиянки. Они лежат в постели, в обнимку друг с другом. Слева от зрителя — женщина с каштановыми волосами, лежащая на спине. Её обе ноги показаны в профиль, правой она обнимает вторую женщину — блондинку. Лицо спящей блондинки обращено к брюнетке. На своём бедре она левой рукой поддерживает ногу темноволосой девушки. Центр полотна занимают ягодицы брюнетки. Есть прямой намёк на их отдых после полового акта. Возле ног спящих видны некоторые украшения (шпилька, ожерелье), брошенные на белую постель. Ещё одним намёком на страстные отношения является разорванное ожерелье. У правой руки брюнетки видна часть платья. В качестве фона изображён тёмно-синий занавес. Справа от кровати находится столик, на котором стоит жёлтая ваза с яркими цветами. Слева — стакан, кувшин и хрустальная ваза, расположенные на тумбе восточного стиля. В нижнем правом углу картина подписана «Г. Курбе 66».

## Анализ
Полотно было написано под впечатлением от стихотворения Шарля Бодлера «Проклятые женщины (Ипполита и Дельфина)» на лесбийскую тематику, из сборника «Цветы зла» (1857). Картина «Спящие» была истолкована как хороший пример реализма в живописи. Отмечалось, что обнажённые тела написаны без приукрашивания, с сохранением недостатков. По мнению некоторых критиков, это полотно безупречно раскрывает эротический стиль.